# Liste der Kulturgüter in Bichelsee-Balterswil
Die Liste der Kulturgüter in Bichelsee-Balterswil enthält alle Objekte in der Gemeinde Bichelsee-Balterswil im Kanton Thurgau, die gemäss der Haager Konvention zum Schutz von Kulturgut bei bewaffneten Konflikten, dem Bundesgesetz vom 20. Juni 2014 über den Schutz der Kulturgüter bei bewaffneten Konflikten sowie der Verordnung vom 29. Oktober 2014 über den Schutz der Kulturgüter bei bewaffneten Konflikten unter Schutz stehen.
Objekte der Kategorie A sind im Gemeindegebiet nicht ausgewiesen, Objekte der Kategorie B sind vollständig in der Liste enthalten, Objekte der Kategorie C fehlen zurzeit (Stand: 1. Januar 2023).

## Kulturgüter
| Foto |                                                                          | Objekt                                        | Kat. | Typ | Standort                          | Beschreibung |
| ---- | ------------------------------------------------------------------------ | --------------------------------------------- | ---- | --- | --------------------------------- | ------------ |
| ja   | Datei hochladen · Wikidata zu Katholisches Pfarrhaus (Q29882574)         | Katholisches Pfarrhaus KGS-Nr.: 10926         | B    | G   | Hauptstrasse 17 711916 / 256295   |              |
| ja   | Datei hochladen · Wikidata zu Katholische Kirche St. Blasius (Q29882572) | Katholische Kirche St. Blasius KGS-Nr.: 13631 | B    | G   | Hauptstrasse 17.2 711913 / 256340 |              |
| ja   | Datei hochladen · Wikidata zu Reformierte Kirche (Q29882576)             | Reformierte Kirche KGS-Nr.: 13632             | B    | G   | Auenstrasse 11 712062 / 256518    |              |